# 中国社会科学院考古研究所
中国社会科学院考古研究所是中国社会科学院下属的研究所之一。

## 历史
中国社会科学院考古研究所成立于1950年8月1日，是中国科学院建院伊始组建的研究所之一。1977年中国社会科学院由中国科学院分出独立建院，考古研究所归属中国社会科学院。

## 下设机构
- 业务机构
  - 史前考古研究室
  - 夏商周考古研究室
  - 汉唐考古研究室
  - 边疆民族考古研究室
  - 文化遗产保护研究中心
  - 科技考古中心
  - 考古资料信息中心
  - 考古杂志社
- 派出机构
  - 安阳工作站
  - 洛阳工作站
  - 西安研究室

## 历任所长[2]
- 郑振铎（1950年～1958年）
- 尹达（1958年～1962年）
- 夏鼐（1962年～1982年）（1982年～1985年为荣誉所长）[3]
- 王仲殊（1982年～1988年）
- 徐苹芳（1988年～1992年）
- 任式楠（1992年～1998年）
- 刘庆柱（1998年～2006年）
- 王巍（2006年～2017年）
- 陈星灿（2017年～2024年）[4][5]

## 学术成果
建所至今已发表论文近6000余篇、发掘报告和研究专著300多种。重要著作有《新中国的考古发现和研究》、《中国大百科全书·考古学》、《中国考古学·夏商卷》、《中国考古学·两周卷》等。